# Heinrich Lange-Windhof
Heinrich Lange-Windhof (* 16. Oktober 1863 in Beusingsen; † 30. April 1962 in Bad Sassendorf) war ein deutscher Landwirt und Politiker (DNVP).

## Leben
Lange-Windhof besuchte von 1870 bis 1875 die Volksschule und von 1875 bis 1884 das Gymnasium. Im Anschluss leistete er Militärdienst als Einjährig-Freiwilliger. 1885 nahm er ein Studium der Rechtswissenschaften auf, das er im Mai 1888 mit dem Ersten Juristischen Staatsexamen abschloss. Danach absolvierte er das Referendariat und arbeitete im preußischen Justizdienst. Nach seinem Ausscheiden aus dem Staatsdienst 1892 war er als Landwirt in der Soester Börde tätig. Er bewirtschaftete einen Betrieb der Herringser Höfe bei Neuengeseker Heide (Bad Sassendorf). Neben seiner beruflichen Tätigkeit war er Vorsitzender des Westfälischen Landbundes und Vorstandsmitglied der westfälischen Landwirtschaftskammer.
Lange-Windhof trat in die Deutschnationale Volkspartei (DNVP) ein und war Mitglied des Provinziallandtages der Provinz Westfalen. Im Dezember 1924 wurde er als Abgeordneter in den Preußischen Landtag gewählt, dem er ohne Unterbrechung bis zum Ablauf der dritten Legislaturperiode 1932 angehörte. Im Parlament vertrat er den Wahlkreis 18 (Westfalen-Süd).